# 義王警察署
義王警察署（ウィワンけいさつしょ）は、京畿地方警察庁所管の警察署である。

## 管轄区域
- 義王市

## 沿革
- 2009年4月20日 - 軍浦警察署と果川警察署の義王市の管轄部分を分離して開設。

## 管轄派出所
- 清渓派出所
- 富谷派出所
- 義王派出所